# جاك هولاند (لاعب دوري الرغبي)
جاك هولاند (بالإنجليزية: Jack Holland)‏ هو لاعب دوري الرغبي أسترالي، ولد في 19 أغسطس 1922 في Penshurst, New South Wales ‏ في أستراليا، وتوفي في 1994.